# Arquitectura de Madagascar

La distribució de materials de construcció tradicionals a Madagascar presenta un predomini d'utilització del fang a les Terres altes centrals i, en gran part, la utilització de materials vegetals al llarg de les costes amb zones intermediàries que fan ús dels dos tipus de material.

L'arquitectura de Madagascar és única a l'Àfrica i presenta una gran semblança amb les tradicions i mètodes de construcció de la zona sud de Borneo d'on es creu que havien emigrat els primers habitants de Madagascar. A l'illa, així com a la regió de Kalimantan Meridional de Borneo, la majoria de les cases tradicionals presenten una forma rectangular i no rodona amb sostres inclinats i punxeguts recolzats en un pilar central.
Les diferències en els materials predominants de construcció tradicionals serveixen de base per a gran part de la diversitat dins l'arquitectura malgaixa. Els materials vegetals disponibles localment van ser els primers a ser utilitzats i continuen sent els més freqüents entre les comunitats tradicionals. En les zones intermediàries entre les Terres altes centrals i les zones costaneres humides es van desenvolupar variacions híbrides que utilitzen cob i pals. La construcció amb fusta va disminuir a mesura que la població humana en creixement va destruir grans franges de selva verge tallant i cremant arbres en benefici de l'agricultura i la pastura dels zebús i, amb el pas del temps, les cases d'aquest material van esdevenir un privilegi de la classe noble en certes comunitats tal com s'exemplifica en les cases de la noblesa merina del segle xix del Regne de Madagascar. Les comunitats zafimaniry dels boscos de les muntanyes centrals són l'únic grup ètnic malgaix que ha conservat les tradicions arquitectòniques originals de l'illa; la seva cultura en el treball de la fusta va ser incorporada a la llista de Patrimoni Cultural Immaterial de la UNESCO l'any 2003. L'ús de la pedra com a material de construcció estava tradicionalment limitat a la construcció de tombes, característica important del paisatge cultural a Madagascar a causa de la posició prominent ocupada pels ancestres en la cosmologia malgaixa. A l'illa van aparèixer diverses tradicions dins l'arquitectura funerària: entre els mahafaly de la costa sud-oest a la part de dalt de les tombes es troben apilats cranis de zebús sacrificats i aloalos molt treballats, mentre que entre els merines els aristòcrates construïen una petita casa de fusta a la part de dalt de la tomba per simbolitzar la seva posició social i proporcionar un espai terrenal per allotjar els esperits dels seus avantpassats.
Els estils tradicionals d'arquitectura de Madagascar s'han vist afectats els darrers dos-cents anys per la creixent influència dels estils europeus. Durant el regnat de la reina Ranavalona II (1868-1883) va començar a introduir-se la construcció amb maó principalment a partir de models dels missioners de la Societat Missionera de Londres. La influència estrangera es va estendre encara més després del col·lapse de la monarquia i la colonització francesa de l'illa el 1896. La modernització durant les últimes dècades del segle xx i principis del xxi ha portat especialment a les Terres altes a l'abandonament de certes normes relacionades amb l'orientació externa, el disseny intern de les cases i l'ús de determinats materials de construcció habituals, i entre la població amb cert nivell econòmic han anat guanyant en popularitat els materials i les tècniques de construcció estrangeres com la utilització del formigó, vidre o ferro forjat, en detriment de les pràctiques tradicionals.

## Context

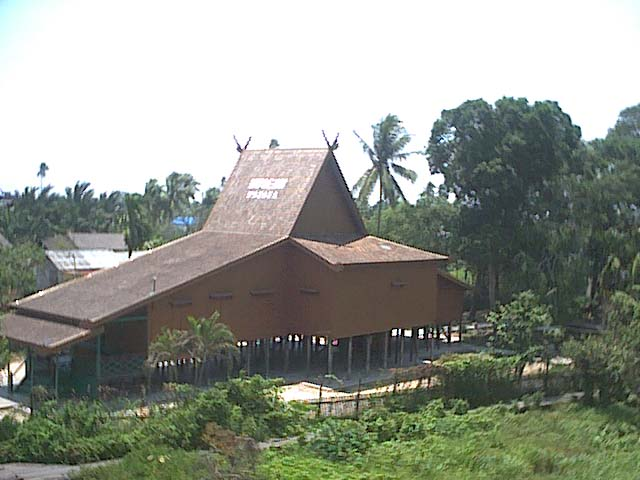
Casa situada al Kalimantan del Sud, amb moltes de les característiques icòniques de construcció que es van portar de Borneo a Madagascar fa dos mil anys: parets de taulons de fusta, pilons per elevar la casa del sòl i sostre molt inclinat cobert de bigues creuades per formar les «banyes de la teulada».

L'arquitectura de Madagascar és única a l'Àfrica amb una gran semblança amb l'arquitectura del sud de Borneo —Kalimantan del Sud—, d'on es creu que van emigrar els primers habitants de Madagascar. En aquesta part de Borneo l'edificació tradicional es distingeix per les cases rectangulars sobre pilons, la coberta recolzada en un pilar central amb una forta inclinació i les bigues de les parets laterals que es creuen formant banyes, que acostumen a estar tallades formant elements decoratius. Les Terres altes centrals de Madagascar estan poblades pels merines, pobles que tenen una gran semblança fisiològica i cultural amb els seus avantpassats kalimantans, i les cases de fusta tradicionals de l'aristocràcia tenen un pilar central (andry) que sosté un sostre inclinat escarpat decorat amb banyes fetes de fusta (tandro-trano). Al sud-est de Madagascar tradicionalment es col·locaven en temps passats banyes de zebú al punt més alt de la teulada i a tota Madagascar les cases són rectangulars amb teulades inclinades a dues aigües com a Kalimantan, normalment amb la presència de pilars centrals i, menys en unes quantes regions, les cases tradicionals es construeixen sobre puntals d'una manera transmesa de generació en generació, independentment de si és la més adient respecte a les condicions locals.
A l'arquitectura indonèsia i malgaixa són també comuns certs elements cosmològics i simbòlics. El pilar central de la casa és sagrat tant a Kalimantan com a Madagascar i en el passat, en tots dos llocs, després de construir una casa nova aquest pilar sovint era ungit amb sang. Les característiques de l'edifici o les seves dimensions (longitud, grandària i especialment l'altura) sovint són indicatius simbòlics de la situació social dels seus ocupants o la importància del seu propòsit a ambdues illes. De la mateixa manera, tant a Madagascar com a Borneo tradicionalment construeixen les tombes aixecades sobre el terra i els habitants d'ambdues illes tallen escultures funeràries decoratives de fusta, anomenades aloalos a l'oest de Madagascar i klirieng en dialecte kajang de Borneo.

## Construcció amb plantes

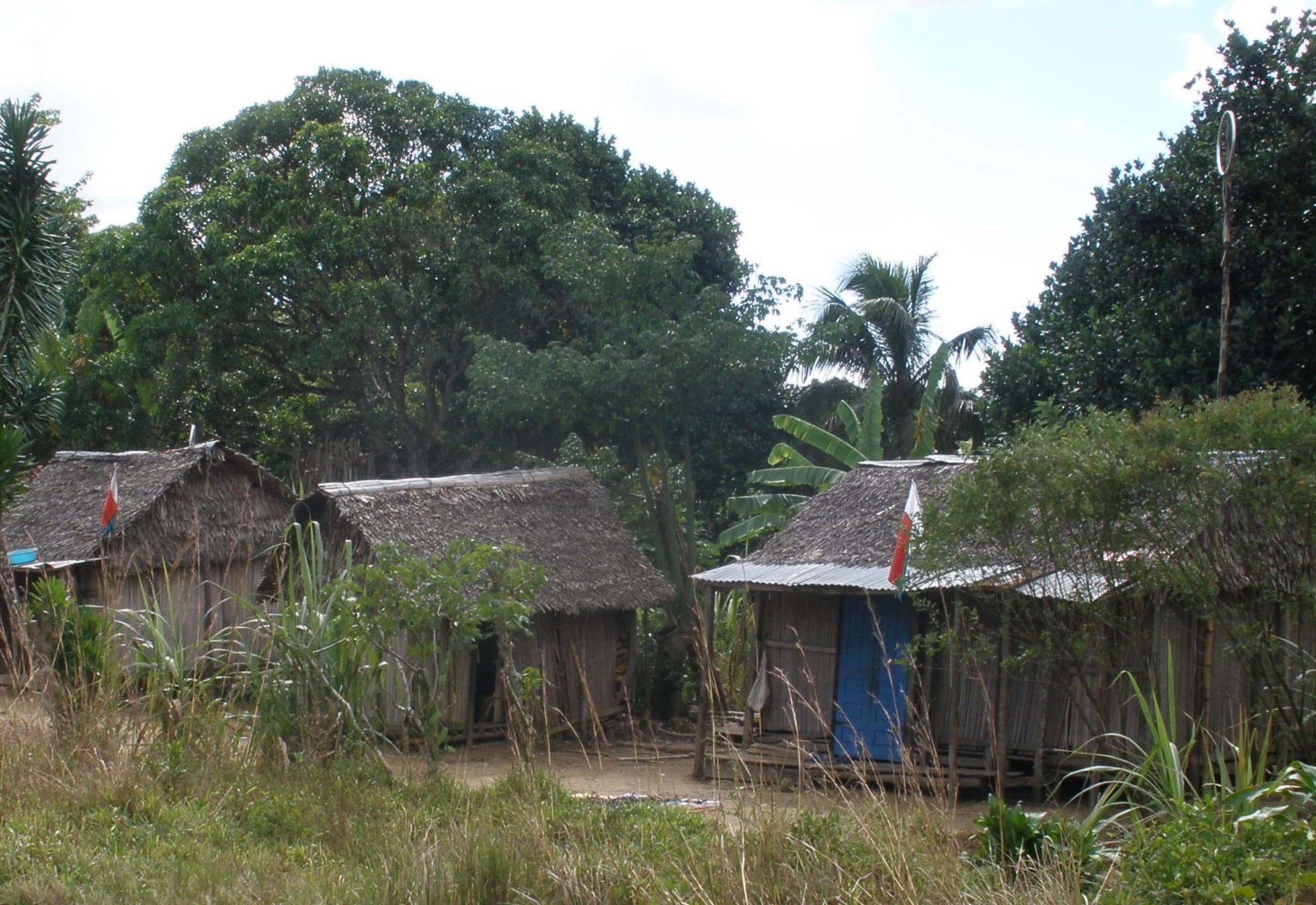
Estil costaner tradicional a Sambava: cases amb cobertes de palla d'arbre del viatger sobre pilons baixos.

Les llars fetes amb materials vegetals són comuns en les regions costaneres i, en el passat, també van ser habituals a les zones interiors de les Terres altes. Els tipus de plantes disponibles en una localitat donada determinen el material i l'estil de construcció. La vasta majoria de cases fetes amb materials vegetals són rectangulars, baixes d'una sola planta, amb un sostre punxegut i són sovint construïdes sobre pilons baixos. Aquestes característiques arquitectòniques són gairebé idèntiques a les que es poden trobar a diferents parts d'Indonèsia. Els materials utilitzats per a la construcció inclouen canyes sobretot a zones properes a rius, joncs (al sud-est, al voltant de Toliara), plantes suculentes endèmiques utilitzades com a tanques al sud, fusta al sud de l'illa abans habitual a les Terres altes, bambú especialment en les selves de l'est, papir antigament a les Terres altes al voltant del llac Alaotra, gramínies, palmes a l'oest de Mahajanga i ràfia especialment al nord i nord-est. A la major part de la longitud de la costa est de Madagascar vorejant l'oceà Índic l'arquitectura és uniforme: gairebé totes les llars tradicionals d'aquesta regió estan construïdes sobre pilons baixos i amb sostre de palla fet de les frondes de l'arbre del viatger (Ravenala madagascariensis).

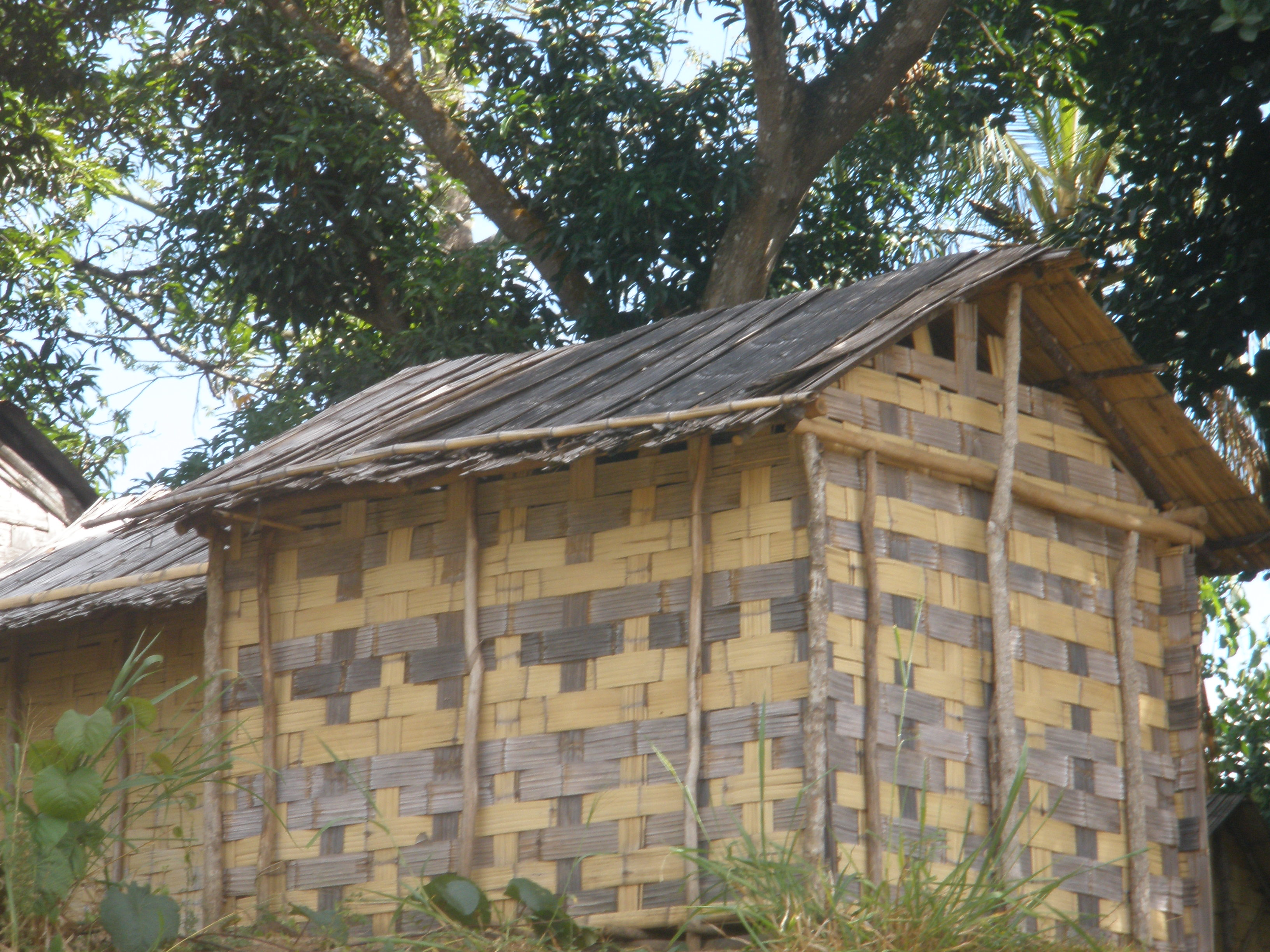
Parets de bambú entreteixit, cobertes de taulons

Els pilots, terra i parets es fan sovint del tronc d'aquesta mateixa planta, l'arbre del viatger, generalment després d'haver-lo treballat per tal de fer taulons amples (per al sostre i les cobertes) o tires estretes per a fer les parets. Aquestes tires s'adjunten verticalment a l'esquelet de la llar; a la zona del nord es fa servir de la mateixa manera la ràfia. Quan es fa servir bambú per fer les parets s'acostuma a entrellaçar amb un patró semblant al dels taulers d'escacs.
Aquestes cases tradicionals no tenen xemeneia. El terra està cobert per una estora teixida amb pedres amuntegades en una cantonada on es fan fogueres amb fusta per cuinar el menjar; així doncs, el fum s'acumula a l'interior i amb el pas del temps enfosqueix el sostre i les parets. Les entrades d'aquestes cases es deixaven obertes per tradició o podien ser tancades amb una pantalla teixida que romania tancada amb una corretja de cuir; avui normalment es troba penjada a l'entrada una cortina de tela. Es poden trobar algunes variacions en aquest model bàsic en totes les regions costaneres on utilitzen el material localment disponible. Les cases tradicionals més grans de les zones costaneres s'ubiquen al sud-est entre els grups antemoro, tanala i antaifasy.

## Construcció amb fusta

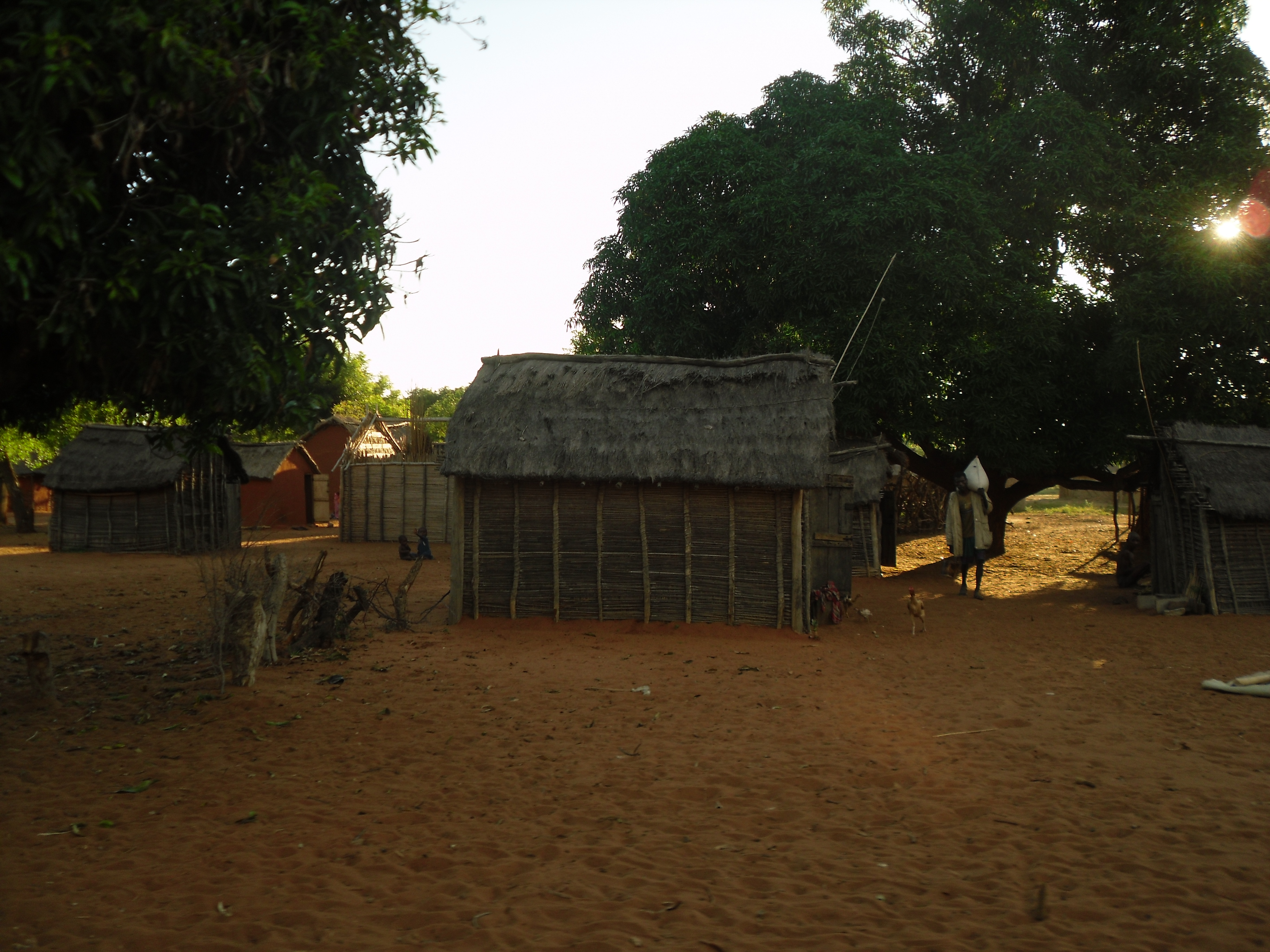
Parets laterals de cases tradicionals de fusta dels mahafaly fetes amb branques, al sud-oest de Madagascar

Hom creu que la construcció amb fusta era un mètode habitual en moltes parts de Madagascar, però ha desaparegut a causa de la desforestació. Aquest tret és especialment evident a les Terres altes on, fins fa poc, ha estat un material de construcció reservat per a la classe aristocràtica per la seva mancança, emprant les classes baixes materials de construcció a l'abast a cadascuna de les seves localitats com canyes i herbes; també s'utilitzen pals i branques quan es troben a l'entorn, apareixent així llogarets de fusta esporàdics normalment pròxims a reserves forestals. Mentre que la tradició de construcció amb fusta de l'aristocràcia dels merina ha desaparegut, se sap que almenys dos grups ètnics han conservat la tradició d'utilitzar taulons de fusta en l'arquitectura: els zafimaniry a les Terres altes centrals, i els antandroy a l'extrem sud l'illa.

### Tradició aristocràtica dels merina
Entre els merina de les Terres altes centrals, la població de Temanambondro (antaisaka) de la regió del sud-est de Manambondro i d'altres grups ètnics, la desforestació va fer que la fusta fos un material de construcció valuós que només podia ser utilitzat pels aristòcrates. De fet, l'associació tradicional de la construcció amb fusta amb la classe andriana reial va portar al rei Andrianampoinimerina (1787-1810) a emetre un edicte reial prohibint la construcció en pedra, maó o terra dins dels límits d'Antananarivo i va tipificar la tradició en la qual només les cases dels nobles eren construïdes utilitzant la fusta com a material, mentre que en les dels camperols es feien de materials vegetals locals. Aquesta tradició fou vigent històricament entre una sèrie de grups ètnics a Madagascar, particularment els establerts al llarg de la costa oriental on la preservació dels boscos tropicals continua facilitant fusta a l'abast per a la construcció.

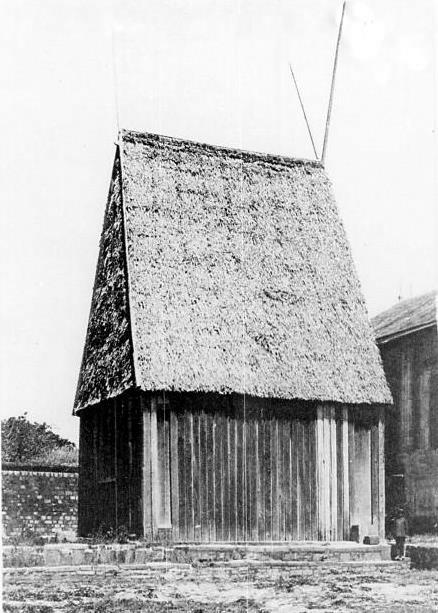
La «besakana», estructura del complex del palau de la Rova d'Antananarivo, és representativa de les cases aristocràtiques tradicionals de fusta de les Terres altes de Madagascar, en la qual el llarg tandrotrano s'estén més enllà del sostre.

Les cases tradicionals dels camperols i poble planer, al llarg d'Imerina, es van caracteritzar per tenir un pilar central ample (andry) que sostenia la biga del sostre i una biga vertical a cada cantonada que s'estenia fins a terra per estabilitzar l'estructura. A diferència de moltes cases costaneres les cases muntanyoses de les Terres altes mai han estat alçades sobre pilots, però sempre s'han anivellat al sòl. A la zona sud del pilar central, a l'àrea destinada per dormir i cuinar, es posaven de vegades taulons de fusta o bambú en el terra o bé estores teixides sobre el sòl de terra empacat, que s'estenien cap a la zona nord de la casa més enllà del pilar. Tradicionalment, el llit del cap de la família se situava a la cantonada sud-est de la casa i la zona septentrional es trobava presidida per la llar, delimitada per tres pedres oblongues col·locades en vertical respecte del terra. Les cases i les tombes s'alineaven respecte d'un eix nord-sud amb l'entrada a la cara oest. La zona nord de la casa estava reservada als membres masculins de la família i als visitants, mentre que la part sud era per a les dones, nens i aquells de rang inferior. La cantonada nord-est era sagrada, reservada per a l'oració i ofrenes als ancestres.
Les cases dels nobles estaven construïdes d'acord amb les mateixes normes culturals amb molts agregats. Per fora es distingien pels taulons de fusta i les llargues banyes de fusta (tandrotrano) que anaven més enllà per damunt de la coberta formades per l'encreuament de les bigues del sostre al final de cada extrem del sostre. La longitud del tandrotrano indicava el rang: com més llargs més alt era l'estatus de la família noble que vivia. A l'interior de l'edificació també s'hi feien modificacions respecte a les altres cases; de vegades aquests trets distintius es caracteritzaven per la col·locació de tres pilars centrals en lloc d'un i, ocasionalment, un llit de fusta elevat del terra.
Després que els edictes d'Andrianapoinimerina pel que fa als materials de construcció a la capital varen ser revocats a la fi de 1860, l'edificació utilitzant la fusta com a material bàsic va ser gairebé abandonada a Imerina i les cases més velles fetes amb aquest material van ser reemplaçades gradualment per cases fetes amb maons inspirades pels habitatges d'estil Britànic dels missioners de la London Missionary Society. Les banyes (tandrotrano) van ser reemplaçades gradualment per un senzill acabat decoratiu instal·lat als dos extrems del sostre. D'altres normes arquitectòniques com l'orientació nord-sud, el pilar central i el disseny interior de les cases també van ser abandonades, i la presència de les banyes en els pics del sostre va deixar de ser indicatiu d'una classe social en particular. S'han conservat exemples clàssics de l'arquitectura de fusta de les classes aristòcrates de les Terres altes en els edificis del complex de Rova d'Antananarivo (destruït en un incendi el 1995 però en reconstrucció) i en el recinte emmurallat a Ambohimanga, on es troben els palaus de fusta del rei Andrianampoiniperina i la reina Ranavalona I. El turó reial d'Ambohimanga és possiblement l'exemple cultural més significatiu que resta de l'arquitectura de fusta de l'aristocràcia de les Terres altes, i va ser designat Patrimoni de la Humanitat de la UNESCO el 2001.

### Tradició dels zafimaniry

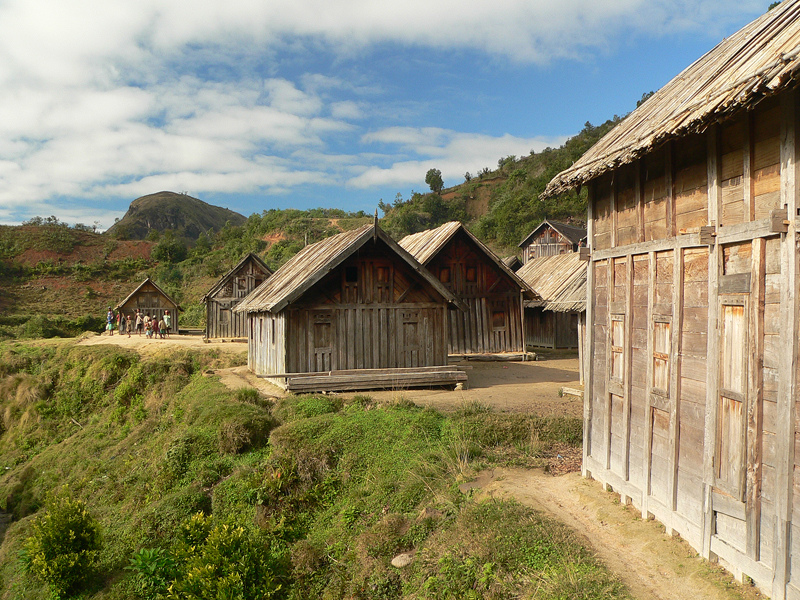
Els zafimaniry construeixen cases de fusta amb portes sòlides i finestres amb tancaments.

Els zafimaniry habiten les regions forestals molt plujoses i temperades de les Terres altes situades a l'est d'Ambositra. Les seves llars són grans i rectangulars, amb sostres inclinats i finestres i portes de fusta. La seva tradició en la construcció presenta moltes de les mateixes normes que es troben en les tradicions arquitectòniques aristocràtiques dels merina, inclòs el pilar central de fusta que sosté la biga central del sostre, l'ús exclusiu de la tècnica de l'encadellat i l'orientació en l'espai de les característiques de l'edifici com ara finestres, portes i el disseny de l'interior.
Les cases zafimaniry presenten una decoració molt elaborada i acurada amb motius abstractes tallats simètricament, rics en simbolismes complexos, espirituals i mitològics. L'arquitectura de les cases trobades en aquesta regió es considera representativa de l'estil arquitectònic que predominava a les Terres altes abans de la desforestació i, com a tal, representa els últims vestigis d'una tradició històrica i un element significatiu de l'herència cultural malgaix. Per aquesta raó, el coneixement i ús tradicional de la fusta dels zafimaniry es va afegir el 2003 a la llista del Patrimoni Cultural Immaterial de la Humanitat de la UNESCO.

### Tradició dels antandroy
Els antandroy habiten l'ecoregió dels matolls espinosos de Madagascar, una regió extremadament àrida i calenta del sud de l'illa, on han evolucionat i prosperat formes úniques de plantes resistents a la sequera. Les seves llars són tradicionalment quadrades enlloc de rectangulars, elevades del terra sobre pilastres baixes, cobertes d'un sostre acanalat i construïdes amb taulons de fusta verticals fixats en un marc de fusta. Aquestes llars tradicionalment no tenien finestres i es caracteritzaven per tenir tres portes també de fusta: la porta d'entrada era la de les dones, la porta situada la part posterior de la casa era per als nens i la tercera porta era utilitzada pels homes. Normalment, es construïen tanques al voltant dels habitatges, amb cactus de la subfamília de les opúnties (raketa) o bé plantes suculentes autòctones dels boscos espinosos dels voltants, com les didiereàcies.

## Construcció amb terra

Les portes de les ciutats fortificades de les Terres altes tradicionalment estaven protegides per discs de pedra (vavahady) i amb figueres plantades per tal de fer-los ombra.

A les Terres altes centrals conflictes de poder entre els principats dels merina i els vazimba i més tard entre els principats dels merina al llarg dels segles, van influir en el desenvolupament de la ciutat fortificada a Imerina, la regió central de les Terres altes de Madagascar. La primera ciutat, l'antiga capital d'Imerina Alasora, va ser fortificada pel rei Andriamanelo al segle xvi, que la va envoltar de gruixudes muralles de cob (tamboho, fetes amb fang i tiges d'arròs sec recollides d'arrossars propers) i fondes trinxeres (hadivory) per protegir les cases situades a l'interior. La porta d'accés a la ciutat, a través de la muralla, estava protegida per un enorme disc de pedra (vavahady) amb figueres situades als seus marges fent ombra (aviavy) que simbolitzaven la reialesa. Aquesta porta s'obria fent rodar la pedra cada matí i es tornava a posar al seu lloc al vespre, tasca que necessitava un equip d'homes. Aquest model de ciutat fortificada va ser adoptat al llarg de tota la zona d'Imerina i es troba ben representat a l'històric turó d'Ambohimanga.

### Influència estrangera

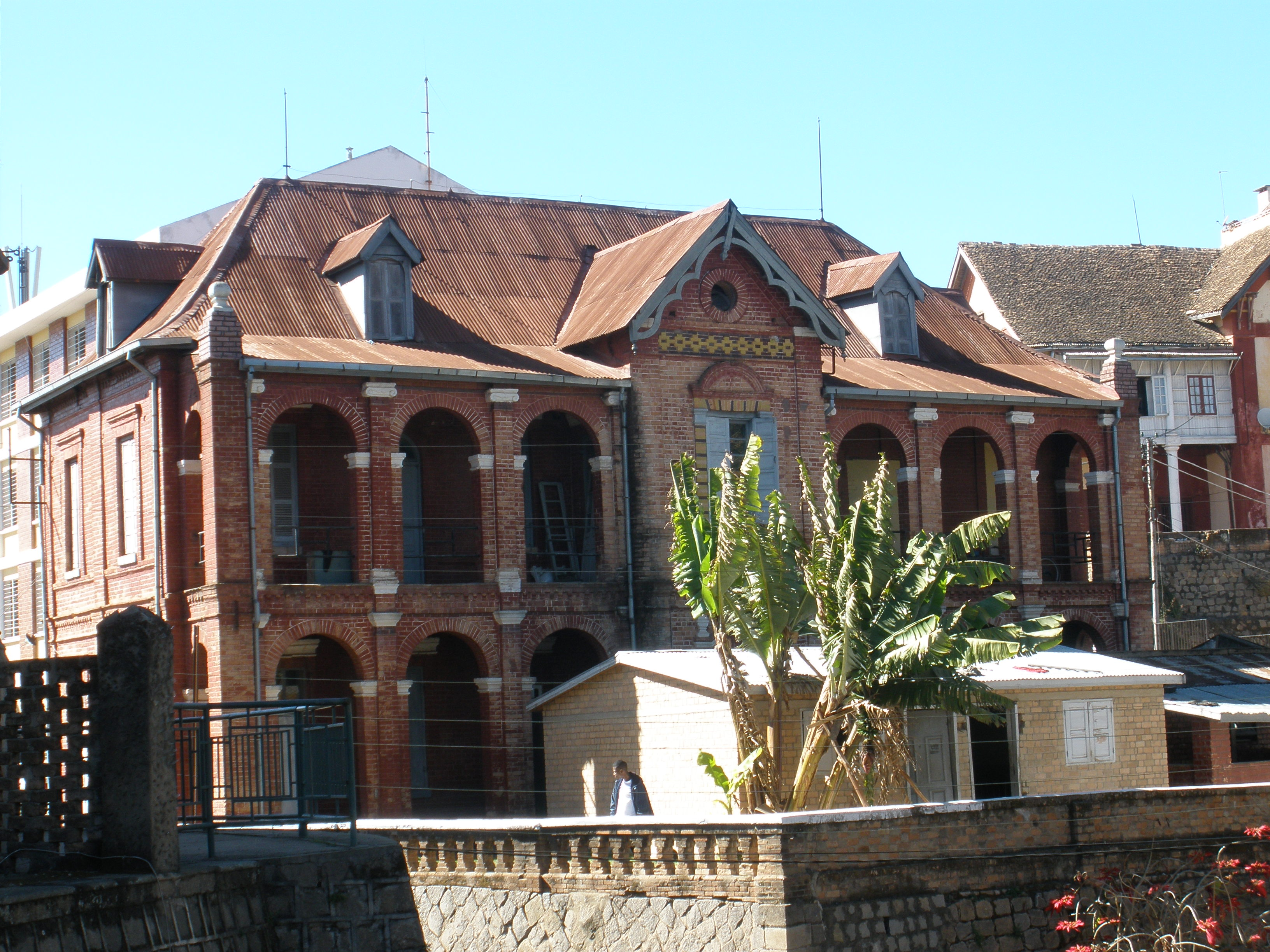
Casa de maó amb arcs i golfes inspirats en el Palau de la Reina d'Antananarivo

Els estrangers van ser responsables de diverses innovacions arquitectòniques que combinaven les tradicions de l'arquitectura de les Terres altes amb els trets i costums europeus. Hom creu que el missioner protestant James Cameron de la Societat Missionera de Londres, el 1826, va ser el primer a Madagascar en demostrar com es podia utilitzar el cob a la zona com a material de construcció per crear maons assecats al sol. El 1831 Jean Laborde va introduir les teules de rajoles de maó que aviat van començar a substituir les tiges d'arròs a Antananarivo i els seus voltants, i va difondre la tècnica d'usar un forn per coure maons. El 1819, Louis Gros va dissenyar el Tranovola per a Radama I en el complex de Rova introduint un porxo exterior amb columnes. Jean Laborde va dissenyar el palau de la Reina a Rova (construït entre 1839 i 1841) utilitzant aquest mateix model a una escala encara més gran, ampliant l'edifici i afegint un porxo de tres pisos. Els nous edificis de fusta construïts per Gros i Laborde van transformar el tandrotrano de les cases aristocràtiques tradicionals dels merina en un pal decoratiu tallat col·locat a cada extrem del tancament.

### Innovacions locals

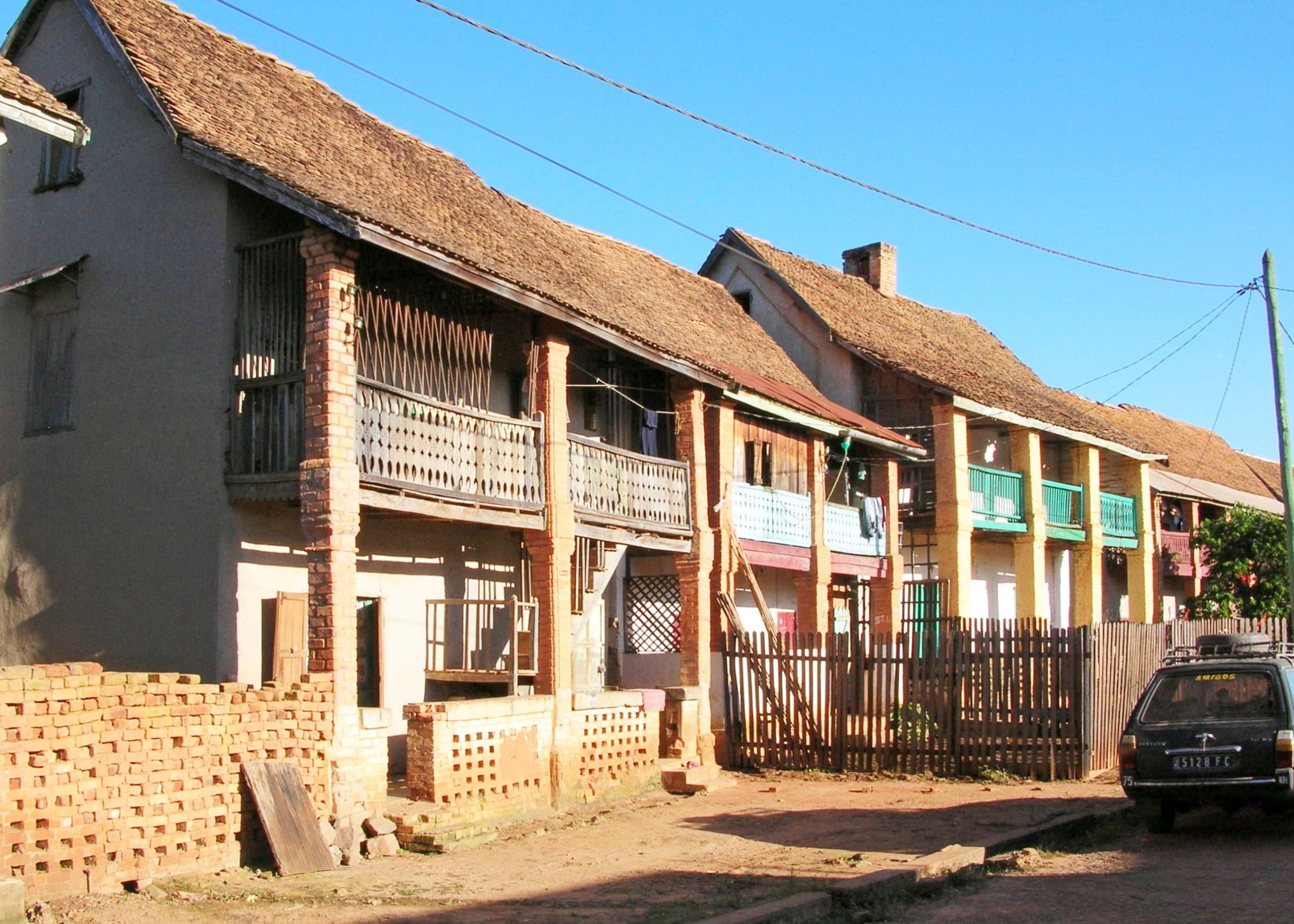
Cases típiques de maó amb columnes i galeries a l'oest, prop d'Antananarivo

El 1867 les restriccions en l'ús de la pedra i maó com materials de construcció en l'aristocràcia van ser reduïdes, abans que totes les restriccions de construcció fossin abolides el 1869 per la reina Ranavalona II, qui havia ja comissionat a Jean Laborde el 1860 a revestir l'exterior del seu palau de fusta de Rova amb pedra. L'edifici va assolir la seva forma definitiva el 1872 després que James Cameron va afegir torres de pedra a cada cantonada del palau. La reina es va convertir al cristianisme el 1869 i aquest mateix any la Societat Missionera de Londres va comissionar James Cameron per construir una casa privada per als seus missioners. Va inspirar-se en el treball de Gros i Laborde per a desenvolupar una casa de diversos pisos amb un porxo i columnes. Aquest model es va fer molt popular a Antananarivo i les àrees adjacents com un estil arquitectònic per a l'aristocràcia que vivia en llars similars al palau de fusta d'Andrianampoinimerina, a Ambohimanga. Aquestes noves cases de maó es caracteritzaven per presentar el tandrotrano més curt i galeries elaborades, i podien variar en color des de vermell fosc fins a gairebé blanc depenent de les característiques de la terra utilitzada en la seva construcció.

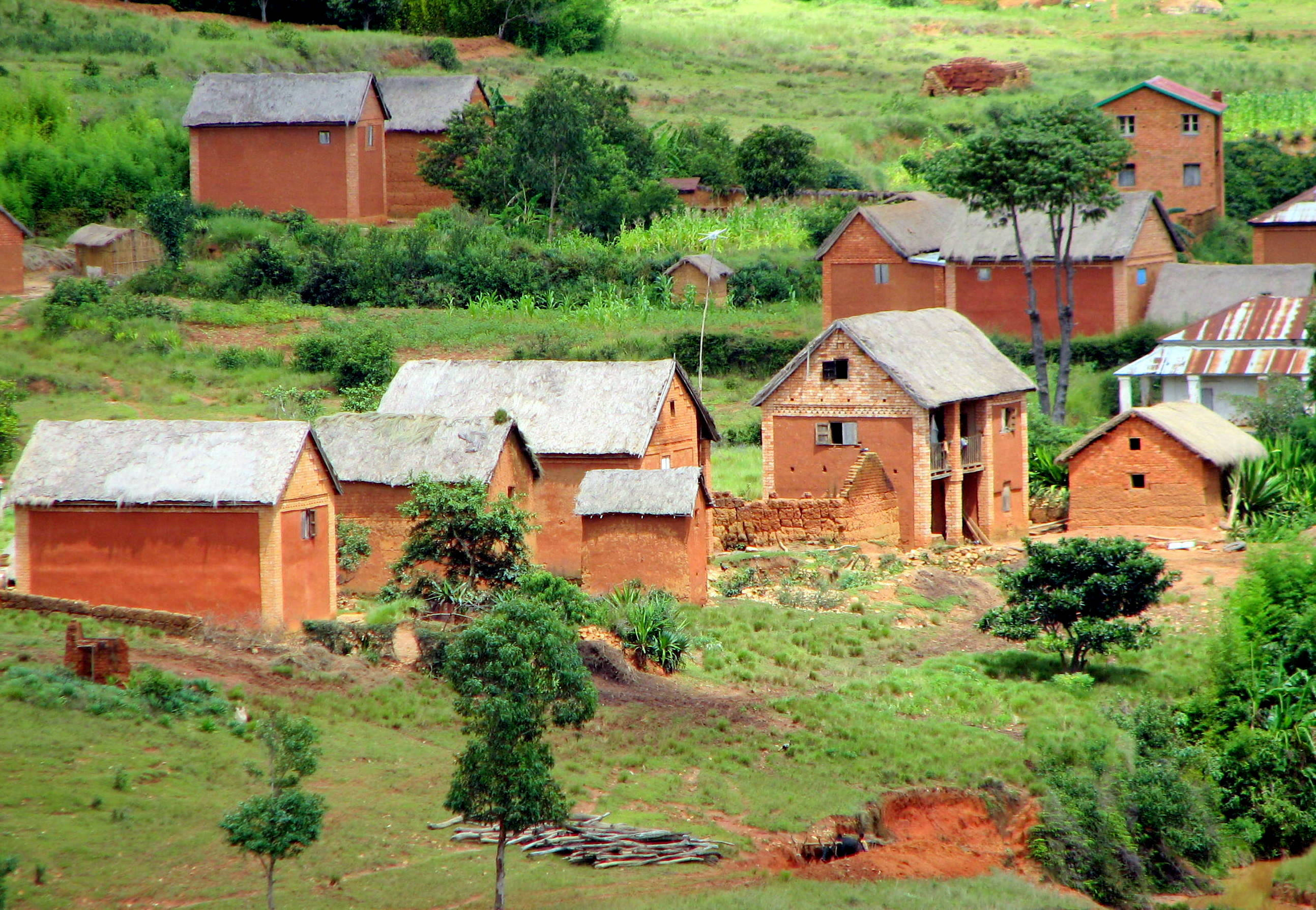
Trano gasy. A les zones rurals, les cases de maó més senzilles tenen dues plantes, però poden no tenir terrassa i les columnes de suport.

Al llarg del temps i particularment amb la colonització de Madagascar pels francesos aquestes cases de terra conegudes com a trano gasy —casa malgaixa— van experimentar una constant evolució. Avui la forma senzilla de casa és rectangular d'una o més plantes i té com a coberta un sostre de palla amb ràfegues lleugerament inclinades per desviar l'aigua de la pluja de la base i prevenir-ne l'erosió. Les famílies més riques reemplacen els sostres palla per teules d'argila i construeixen una galeria a la façana oest de l'edifici aguantada per quatre columnes primes equidistants; aquest disseny és encara més efectiu per protegir els fonaments dels edificis dels efectes de l'erosió per la pluja. Una major expansió sovint implica el tancament amb fusta de la terrassa oest i la construcció d'un porxo obert a la cara oriental de l'edifici i així successivament, donant lloc a terrasses revestides, la incorporació de reixes de ferro forjat franceses o panells de vidre, l'aplicació de formigó pintat sobre la superfície de maó i d'altres innovacions. A les zones rurals o suburbanes la planta baixa del trano gasy sovint s'utilitza com un corral per al bestiar mentre que la família habita els pisos superiors. L'entrada normalment es troba a la façana oest, la cuina al sud, mentre que la família dorm a la part nord de l'edifici. Aquesta configuració és conseqüent amb el que es pot veure a les cases tradicionals zafimaniry i reflecteix la cosmologia tradicional.

## Construcció ambcob
A la zona oriental de Madagascar pràcticament no hi ha zona de transició entre les cases de terra de les Terres altes i els habitatges fets de materials vegetals de les regions costaneres. Tanmateix, en les extenses i escassament poblades terres entre les Terres altes i les zones costaneres occidentals els habitants utilitzen materials locals a l'abast per construir habitatges que presenten característiques d'ambdues regions. Les cases acostumen a ser petites: una sola planta amb una única habitació construïda a partir d'una estructura de pals col·locats horitzontalment i fixats al marc de fusta de la casa però, a diferència de les llars costaneres on aquest esquelet de fusta serveix com a base per a fixar materials vegetals per construir les parets, en aquest tipus de construcció es fa servir com a marc per al cob de terra. Les teulades i cobertes es fan de palla. Aquestes cases intermediàries sovint es distingeixen per la presència de columnes de fusta tallades a l'estil de les Terres altes, a la cara occidental, per suportar l'alada allargada del sostre en punta així com donen suport a les terrasses de les cases més grans d'Imerina. El terra normalment és de terra compactada i pot estar cobert per estores teixides amb herbes o ràfia.

## Les tombes
D'acord amb les creences tradicionals de molts grups ètnics malgaixos s'assoleix l'estatus d'«avantpassat» després de morir. Hom creu que aquests ancestres continuen vigilant, determinen els esdeveniments a la terra i poden interferir amb els vius. Per això els avantpassats han de ser venerats: són habituals les pregàries i sacrificis per honrar-los o calmar-los, així com tenir en compte els fady locals (tabús) que els avantpassats hagin establert en vida. A tota l'illa es practiquen gestos de respecte com ara llançar el primer got d'una ampolla de rom nova al cantó nord-est d'una habitació per compartir-lo amb els avantpassats. L'emblema més visible de respecte cap als ancestres és la construcció en moltes parts de Madagascar d'elaborades tombes familiars.

### Enterraments més antics
Tradicionalment, la majoria dels grups ètnics malgaixos no construïen tombes sòlides per als seus morts, els cossos dels difunts es deixaven en una àrea natural determinada per a la seva descomposició. Entre els bara de les planes àrides del sud, per exemple, les tombes podien estar integrades a les característiques naturals del terreny com els afloraments rocosos o els vessants, col·locant els cossos i segellant completa o parcialment l'espai amb pedres apilades o cranis de zebú. Alternativament, entre els tanala els morts podien ser col·locats en taüts fets de troncs buits i deixats en coves o en un bosc sagrat d'arbres, de vegades coberts per taulons de fusta amb petits munts de pedres a sobre. Es diu que els vazimba, els primers habitants de Madagascar, submergien els seus morts a les aigües d'un pantà, riu, llac o estuari designat i considerat sagrat. Aquesta pràctica també va existir entre els primers merina, que submergien els seus caps morts en canoes en pantans a les Terres altes o en altres tipus d'aigües designades. Allà on es construïen tombes les variacions pel que fa a forma i posició variaven molt poc d'un grup ètnic a un altre i les característiques en comú eren moltes: l'estructura era parcial o completament subterrània, amb un disseny rectangular típic i de pedra apilada o bé fonamentada amb maçoneria. Entre els merina i els betsileo, algunes tombes de pedra i llocs d'enterrament eren assenyalats amb pedres verticals sense cap mena de marca.

### Orígens islàmics
Les tombes rectangulars de pedra més antigues conegudes a Madagascar van ser probablement construïdes per colons àrabs al voltant del segle xiv a la part nord-oest de l'illa. Més tard van aparèixer models semblants entre els pobles occidentals (sakalava, mahafaly) i de les Terres altes (merina, betsileo) utilitzant pedres sense tallar i terra amuntegada o comprimida abans de la transició cap a la maçoneria. A les Terres altes la transició a l'obra va estar precedida per la construcció de tombes de lloses massisses de pedra arrossegades col·lectivament pels membres de la comunitat al lloc. Es diu que a finals del segle xviii el rei merina Andrianampoinimerina va estimular la construcció d'aquestes tombes dient: «Una casa és per a tota la vida, però una tomba és per a tota l'eternitat».

### Tradicions de les Terres altes
A les Terres altes d'Imerina els accessos de les tombes antigues eren marcades originalment amb pedres verticals i les parets estaven formades per pedres planes folgadament, com els exemples que es poden trobar en alguns dels dotze turons sagrats d'Imerina. 
Quan un cos no podia ser recuperat per al seu enterrament (com en temps de guerra) era erigida una pedra alta i sense marcar (pedra vatolahy o «pedra masculina») en memòria del mort. Andrianapoinimerina va promoure la construcció de tombes més elaborades i costoses com a despesa digna per honorar als ancestres. També va declarar que les subcastes merina andriana (nobles) podrien gaudir del privilegi de construir una petita casa sobre una tomba per distingir-les de les tombes de castes inferiors. Les dues subcastes dels andriana més altes, la zanakandriana i la zazamarolahy, construïen cases anomenades trano masina («casa sagrada») mentre que les cases de les tombes d'Andrianamasinavalona van ser anomenades trano manara («casa freda»). Aquestes cases eren idèntiques a les cases de fusta estàndard dels nobles excepte pel fet que no tenien finestres ni llar. Mentre les restes embolicades amb un lamba es dipositaven sobre lloses de pedra a la tomba inferior les possessions valuoses del mort com monedes d'or i plata, elegants lambes de seda, objectes decoratius i altres, eren col·locades en la trano masina o trano manara, que sovint era decorada com una habitació rectangular amb mobles còmodes i begudes refrescants com rom o aigua per al gaudiment de l'esperit del mort. Es diu que la trano masina del rei Radama I, que es va cremar amb altres estructures en l'incendi del recinte del palau Rova d'Antananarivo el 1995, era la més luxosa.
Avui les tombes es poden construir utilitzant mètodes i materials tradicionals o bé incorporant innovacions modernes com el formigó. A l'interior els cossos dels avantpassats d'una família individual es dipositen sobre lloses de pedra o formigó embolcallats amb sudaris de seda. Entre els merina, betsileo i tsihanaka les restes es retiren periòdicament per a la famadihana, una celebració en honor dels avantpassats, en la qual s'emboliquen en sudaris nous enmig d'una festa comunal abans de tornar a ser dipositats a la tomba. Les altes despeses derivades de la construcció de les tombes, els funerals i les cerimònies d'enterrament d'honra als avantpassats, mostren la desigual distribució de la riquesa entre comunitats tradicionals.

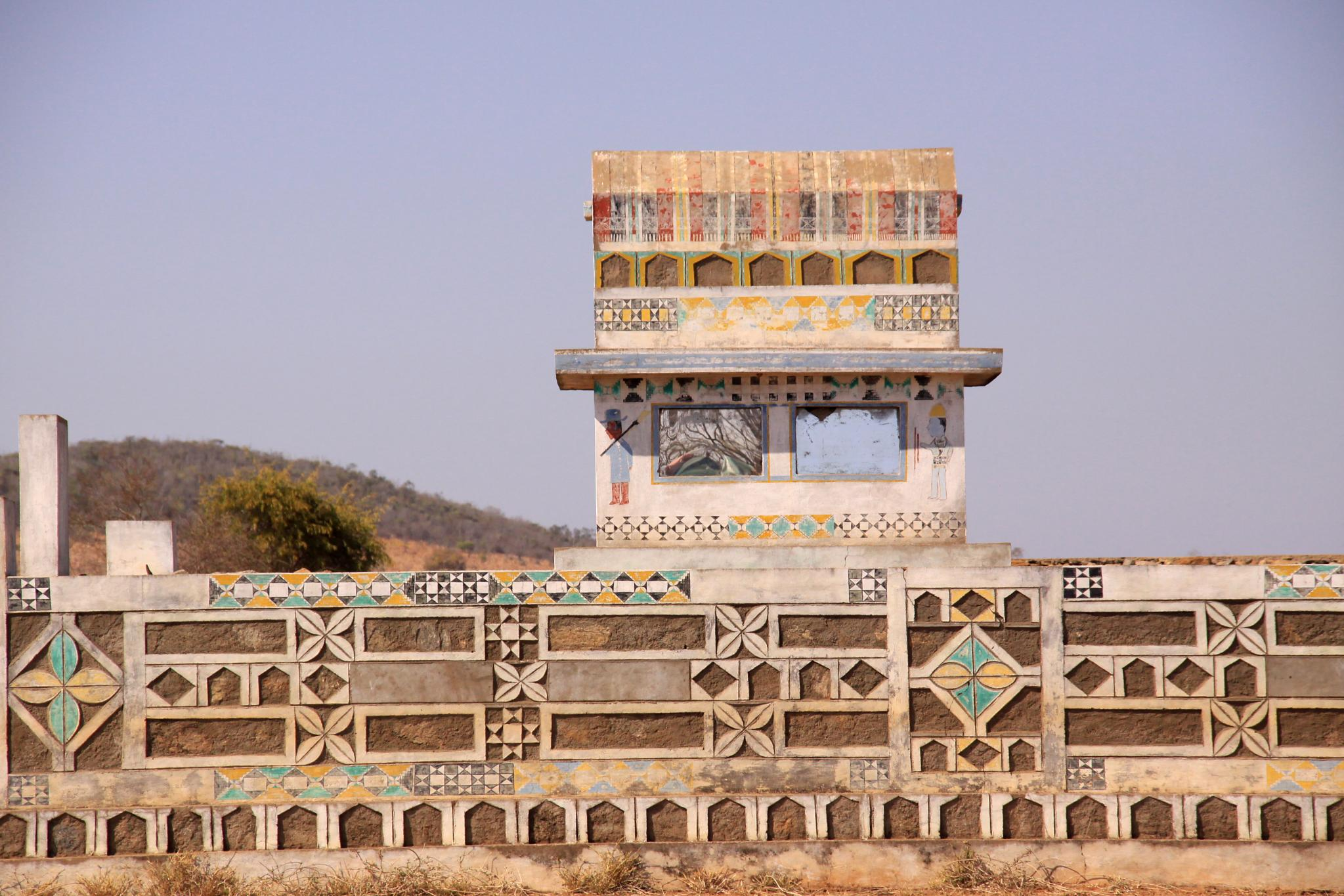
Tomba mahafaly decorada i pintada tradicionalment

### Tradicions meridionals i occidentals
Les tombes trobades al sud-oest de Madagascar són algunes de les més distintives. Igual que les de les Terres altes, generalment són rectangulars i parcialment subterrànies; les tombes més modernes poden incorporar formigó a més a més (o en lloc) de la pedra tradicional. Es distingeixen de les tombes de les Terres altes per la seva acurada decoració amb imatges pintades a l'exterior recordant esdeveniments en la vida de l'avantpassat. En els sostres poden trobar-se apilades les banyes dels zebús sacrificats en honor del mort durant el seu funeral i nombrosos aloalo —missatges fúnebres tallats en fusta amb patrons simbòlics o imatges representant esdeveniments en la vida del mort. Les tombes de les poblacions mahafaly són reconegudes per aquest tipus de construcció. Entre els sakalava de la costa occidental l'aloalo pot trobar-se rematat amb talles eròtiques que evoquen el cicle del naixement, vida i mort.

## Arquitectura moderna
Les influències arquitectòniques estrangeres que van sorgir a través d'un major contacte europeu al llarg del segle xix es van intensificar dramàticament amb l'arribada de la colonització francesa el 1896. Durant les últimes dècades de finals del segle xx i principis del xxi, la creixent disponibilitat de materials de construcció moderns relativament econòmics importats de la Xina i d'altres països ha reforçat encara més una tendència creixent en àrees urbanes allunyada dels estils arquitectònics tradicionals a favor d'una estructura més duradora, però genèrica, utilitzant materials produïts industrialment com ara formigó i xapes metàl·liques. A la regió de Manambondro, per exemple, les cobertes de xapa corrugada eren normalment les menys cares, més prestigioses i més habituals a les cases. La substitució de marcs de fusta d'origen local per fusta de fàbrica fou la següent modificació més comuna en els habitatges seguida de la col·locació d'una base de formigó. Les cases construïdes amb formigó, finestres de vidre i baranes elaborades importades pels balcons i com a barrots per les finestres, impliquen riquesa i alt estatus social. Encara que els baixos nivells d'ingressos han contribuït a preservar la construcció tradicional entre la majoria de la població de Madagascar, a causa del prestigi associat amb les innovacions arquitectòniques modernes la construcció tradicional es va deixant de banda a mesura que augmenta la renda.
A Antananarivo un nombre limitat de cases recentment construïdes intenten barrejar les tradicions arquitectòniques malgaixes amb les comoditats de la construcció dels habitatges moderns. Aquests híbrids s'assemblen exteriorment a les cases tradicionals de maó de les muntanyes de les Terres altes, però fan servir materials i tècniques de construcció modernes per incorporar de manera eficient electricitat, fontaneria, aire condicionat i cuines modernes a l'interior.